# Circonscription de Tula
La circonscription de Tula est une des 121 circonscriptions législatives de l'État fédéré des nations, nationalités et peuples du Sud, elle se situe dans la Zone Sidama. Sa représentante actuelle est Tewabech Lankamo Latamo.